# Bernard Santona
Bernard Roger Georges Santona (ur. 10 listopada 1921 w Pontailler-sur-Saône, zm. 1 lutego 1978 w Dijon) – francuski lekkoatleta (sprinter), mistrz Europy z 1946.
Specjalizował się w biegu na 400 metrów. Zdobył złoty medal  w sztafecie 4 × 400 metrów (która biegła w składzie: Santona, Yves Cros, Robert Chef d’Hôtel i Jacques Lunis) na mistrzostwach Europy w 1946 w Oslo. Sztafeta ta ustanowiła rekord Francji rezultatem 3:13,4.
Santona był mistrzem Francji w biegu na 400 metrów w 1947 i brązowym medalistą w 1946.
Rekordy życiowe Santony:
- bieg na 200 metrów – 22,4 s (1944)
- bieg na 400 metrów – 48,8 s (1947)